# Rudolf von Bünau (General, 1762)
Rudolf von Bünau (* 23. Oktober 1762 in Kammerforst; † 8. September 1841 in Schwebda) war ein württembergischer Generalmajor und Hofmarschall.

## Leben

### Herkunft
Rudolf entstammte dem 2. Ast (Cannewitz) des vogtländischen Uradelsgeschlecht von Bünau und war der Sohn des kursächsischen Hauptmanns Heinrich von Bünau (1726–1779) und dessen Ehefrau Eleonora Henrietta Charlotta geborene von Eschwege. Er wurde nach seinem Großvater und ersten Taufzeugen, Rudolph von Bünau († 24. Mai 1766 in Langenweitzendorf in der Herrschaft Schleiz als Erb, Lehn- und Gerichtsherr auf Reußen bei Zeitz), benannt.

### Berufliches Leben
Bünau war zunächst Leibpage und Fahnenjunker in landgräflich hessischen Diensten. Am 29. September 1777 wurde er als Fähnrich beim Regiment Garde angestellt und diente hier zuletzt seit 26. Februar 1796 als Kapitän. Mitte März 1807 trat Bünau in württembergische Dienste über und wurde als Major Kommandant des 1. leichten Infanterie-Bataillons. Ende Oktober 1807 zur Garde zu Fuß versetzt, stieg Bünau Anfang Juni 1808 zum Oberstleutnant auf und wurde am 23. August 1808 Bataillonskommandeur im Infanterie-Regiment „von Phull“. Am 11. September folgte seine Ernennung zum Regimentskommandeur und am 5. November 1808 seine Beförderung zum Oberst. Als solcher nahm Bünau am Feldzug gegen Österreich teil und wurde für seine Leistungen am 23. Mai 1809 mit dem Ritterkreuz des Militärverdienstordens ausgezeichnet. Im Februar 1812 übernahm er das Infanterie-Regiment „Prinz Friedrich“ Nr. 5 und wurde kurz darauf im März zum Kommandanten von Ludwigsburg ernannt. Unter Beibehaltung dieser Stellung wurde Bünau am 3. Februar 1813 zum Kommandeur des Infanterie-Regiments Nr. 8 ernannt sowie am 31. Januar 1814 zum Generalmajor befördert.
Am 2. Juli 1815 schied er aus dem Militärdienst aus, wechselte in den Hofdienst und wurde zunächst zum Ober-Hofmeister der Prinzessin Paul (Charlotte von Sachsen-Hildburghausen) bestellt. Nach dem Tode König Friedrichs wechselte er in den Hofstaat der verwitweten Königin Charlotte Auguste von Württemberg und erledigte die Aufgaben eines Hofmarschalls und Kammerherrn bis zu deren Tod im Jahre 1828. Bünau blieb in der Ehrenstellung eines königlichen Kammerherrn und starb als Generalmajor a. D.

### Familie
Er heiratete 1801 Charlotte von Dupuy (1780–1842). Das Paar hatte mehrere Kinder:
- Sophie Eleonore (1802–1874), Hofdame der Herzogin von Cambridge ⚭ 1827 Rudolf von Keudell (1799–1867), Herr auf Schwebda[1]
- Karoline Marianne (1804–1831) ⚭ 1826 Hans Willibald Freiherr Treusch von Buttlar-Brandenfeld (1799–1833), Herr auf Markershausen[2]
- Rudolf (1807–1868), Oberst ⚭ 1844 Sophie Kriech (1826–1890)
- Heinrich (1809–1853), Hauptmann ⚭ 1848 Johanne Henriette Karoline Adelheid von Zieten (* 25. Mai 1823)[3]